# Jean-Pierre Pesteil
Pas d'image ? Cliquez ici

a Compétitions nationales et continentales officielles uniquement.

b Matchs officiels uniquement.
Jean-Pierre Pesteil, né le 12 novembre 1954 à Vendres (Hérault), est un joueur international français de rugby à XV, qui a joué avec l'AS Béziers et le CS Bourgoin-Jallieu, évoluant aux postes de trois-quarts centre, de demi d'ouverture ou d'arrière.
Avec l'AS Béziers, il remporte quatre titre de champion de France en 1974, 1975, 1977 et 1981. Dans ce club, il remporte également deux Challenge Yves du Manoir en 1975 et 1977. À l'AS Béziers, il joue avec son frère ainé Christian Pesteil ainsi que son cousin René Séguier.
Son fils, Léo Pesteil, est également un joueur de rugby à XV.

## Biographie
Après avoir remporté le titre de champion de France honneur avec le SO Vendres en 1973, il rejoint à l'AS Béziers, son frère aîné, Christian Pesteil (né en 1949), qui est champion de France avec Béziers, en 1971 et 1978 et finaliste en 1976, comme troisième ligne aile. 
Il dispute son premier test match en équipe de France le 21 juin 1975 contre l'équipe d'Afrique du Sud, et le dernier contre l'équipe de Roumanie, le 14 novembre 1976.
En 1984, il est champion de France groupe B avec le CS Bourgoin-Jallieu.
En dehors du rugby, il est commerçant en articles de sport.

## Statistiques en équipe nationale
- 3 sélections en équipe de France.
- 1 pénalité, 3 transformations (9 points).
- Sélections par année : 1 en 1975, 2 en 1976.

## Palmarès
- Vainqueur du Championnat de France honneur en 1973 avec le SO Vendres.
- Vainqueur du Championnat de France en 1974, 1975, 1977 et 1981 avec l'AS Béziers.
- Vainqueur du Bouclier d'automne en 1974 et 1976 avec l'AS Béziers.
- Vainqueur du Challenge Yves du Manoir en 1975 et 1977 avec l'AS Béziers.
- Finaliste du Bouclier d'automne en 1975 et 1981 avec l'AS Béziers.
- Finaliste du Championnat de France en 1976 avec l'AS Béziers.
- Finaliste du Challenge Yves du Manoir en 1981 avec l'AS Béziers.
- Vainqueur du Championnat de France groupe B en 1984 avec le CS Bourgoin-Jallieu.